# محور استوائي

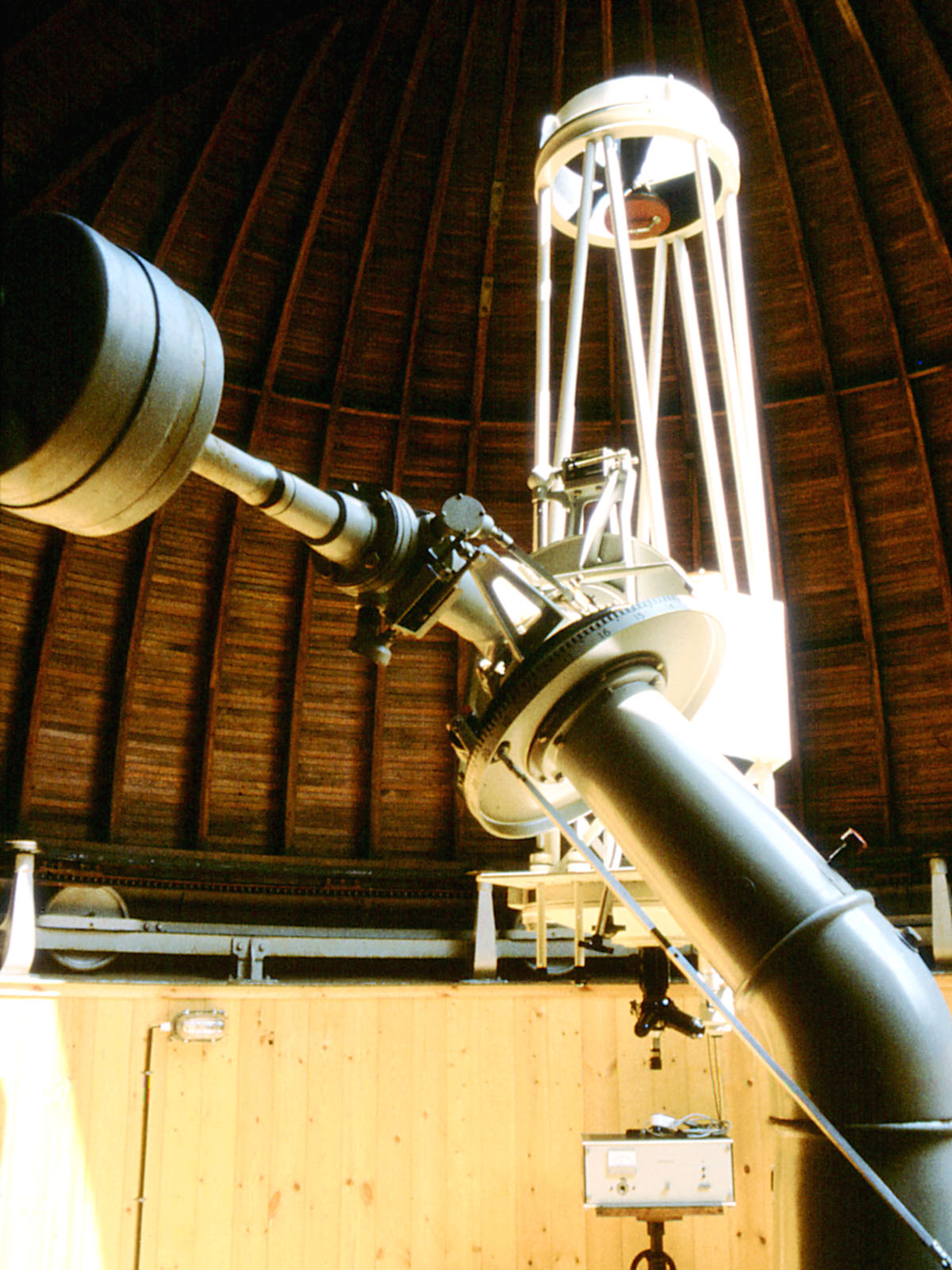
حامل إستوائي الماني كبير مركب على عاكس كاسيغرين (50 متر) لمرصد فولكسترنوارت أورانيا جينا.

 المحور الاستوائي أو الحامل الاستوائي أو الركوبة الاستوائية (بالإنجليزية: Equatorial mount)‏ هو محور حمل أدوات يعوض دوران الأرض من خلال وجود محور دوران واحد موازي لمحور دوران الأرض. هذا النوع من محاور الحمل يستخدم للتلسكوبات الفلكية والكاميرات. تكمن ميزة الحامل الاستوائي في قدرته على إبقاء الأداة الملحقة ثابتة على أي جرم فلكي في حركة يومية من خلال قيادة محور واحد بسرعة ثابتة. ويسمى مثل هذا النظام محرك فلكي أو محرك الساعة.